# آگافیا گروشتسکایا
آگافیا گروشتسکایا (به روسی: Агафья Грушецкая) (۱۶۶۳ – ۲۴ ژوئیه ۱۶۸۱) نخستین همسر فیودور سوم و تزاریتسا روسیه تزاری از سال ۱۶۴۸ تا ۱۶۶۹ میلادی بود. او از خاندان اشرافی لهستانی گروزکی بود.

## زندگی‌نامه
آگافیا سیمیونوا گروشتسکایا (به روسی: Агафья Семёновна Грушецкая) در سال ۱۶۶۳ در اسمولنسک به دنیا آمد. او دختر (وویوود و بویار) سیمیون فیودوروویچ گروشتسکی و همسرش ماریا ایوانوونا زاباروفسکا بود. او می توانست ساز بنوازد، به زبان‌های لهستانی، فرانسوی و لاتین حرف بزند و بنویسد و از سبک زندگی اروپای غربی نیز به خوبی آگاه بود. در کل، او فردی تحصیل کرده به شمار می‌رفت.
از سال ۱۶۷۷ او با دایی خود سیمیون زابوروفسکی زندگی می‌کرد که تمایلی به شوهر دادن او نداشت. در سال ۱۶۸۰، تزار فیودور سوم آگافیا را در طی یک راهپیمایی مذهبی دید و عاشق او شد. از آنجا که می‌دانست دایی‌اش راضی به ازدواج او نیست، برای ازدواج خود یک عروس‌نشان ترتیب داد و در جریان آن آگافیا را به همسری برگزید؛ زیرا حضور در این مراسم اجباری بود.
آگافیا گروشتسکایا در ۲۸ ژوئیه [سبک قدیمی: ۱۸ ژوئیه] ۱۶۸۰ با فیودور ازدواج کرد. او از نفوذ حزب میلوسلاوسکی به رهبری مادر و خواهر همسرش مخالفت کرد. ایوان ایلجیتج میلوسلاوسکی، از خویشاوندان مادری همسرش، او را در معرض اتهاماتی قرار داد که باعث درگیری شد و توسط فئودور مجازات شد. خواهران آگافیا با شاهزادگان ازدواج کردند و پسر عمویش نیز توسط فیودور در رتبه بزرگ شدند. آگافیا به عنوان یک تزارینای آسمانی، مهربان و وفادار به فئودور و رفاه عمومی توصیف شده است. او نظرات مترقی خود را با تزار به اشتراک گذاشت و نخستین کسی بود که از تراشیدن ریش و پذیرش لباس‌های غربی در دربار روسیه حمایت کرد. او خودش نخستین تزارینا تاریخ روسیه بود که موهایش را در معرض دید قرار داد و لباس‌های غربی (لهستانی) پوشید.
آگافیا در ۲۱ ژوئیه [سبک قدیمی: ۱۱ ژوئیه] ۱۶۸۱، پسرش تزارویچ ایلیا فیودوروویچ وارث بلافصل تاج و تخت را به دنیا آورد؛ اما در نتیجه زایمان سه روز بعد در ۲۴ ژوئیه درگذشت و شش روز بعد، پسر نه روزه‌اش نیز جان سپرد. او در صومعه صعود به خاک سپرده شد.